# Jürgen Leonhardt
Jürgen Leonhardt (* 12. August 1957 in Lahr/Schwarzwald) ist ein deutscher Klassischer Philologe.
Nach seinem Studium der Musikwissenschaft und der Klassischen Philologie an den Universitäten Tübingen und München von 1976 bis 1982 arbeitete er bis 1993 als Wissenschaftlicher Mitarbeiter in München. 1985 erfolgte dort die Promotion, 1994 die Habilitation. Im selben Jahr wurde Leonhardt zum ordentlichen Professor an der Universität Rostock berufen, 1997 wechselte er an die Universität Marburg, 2004 nach Tübingen auf den Lehrstuhl für Lateinische Philologie II. Leonhardt ist seit 2006 ordentliches Mitglied der Heidelberger Akademie der Wissenschaften und war von 2001 bis 2005 stellvertretender Vorsitzender des Deutschen Altphilologenverbands.
Ab 2008 fungierte Leonhard als Dekan der Tübinger Fakultät für Kulturwissenschaften. Nachdem er im Juli 2009 zum Fusionsbeauftragten gewählt worden war, bereitete er die Zusammenführung dieser Fakultät mit zwei anderen zu einer neuen Philosophischen Fakultät vor. Infolgedessen trat er im Januar 2010 als Dekan der bisherigen Fakultät für Kulturwissenschaften zurück und wurde im Juli 2010 zum hauptamtlichen Dekan der neuen Philosophischen Fakultät gewählt. Er trat sein Amt am 1. Oktober 2010 an. Sein Lehrstuhl für Lateinische Philologie wurde seit 2011 von Robert Kirstein vertreten und 2018 von diesem gänzlich übernommen.
Leonhardts Forschungsschwerpunkte umfassen die lateinische und griechische Literatur von der Antike bis zur Frühen Neuzeit. Er verfasste Monographien zur lateinischen Verslehre von der Spätantike bis zur frühen Renaissance, zum Ursprung des griechischen Dramas und zu Ciceros Kritik an den Philosophenschulen. Sein erstmals 2009 veröffentlichtes Sachbuch zur Geschichte des Lateinischen erschien 2010 auf Französisch und 2013 auf Englisch. Weitere Forschungsschwerpunkte Leonhardts sind die Bedeutung und Rezeption der lateinischen Sprache in Europa, die Bildungsgeschichte der Frühen Neuzeit und die neulateinische Literatur. Darüber hinaus ist er auch als Herausgeber von Chormusik hervorgetreten (Carl Philipp Emanuel Bach: Die alte Litanei).
Leonhardt ist verheiratet und hat drei Kinder.

## Schriften (Auswahl)
- Dimensio syllabarum. Studien zur lateinischen Prosodie- und Verslehre von der Spätantike bis zur frühen Renaissance. Mit einem ausführlichen Quellenverzeichnis bis zum Jahr 1600. Göttingen 1989 (= Hypomnemata 92; zugleich Dissertation, Ludwig-Maximilians-Universität München), ISBN 3-525-25191-2.
- Phalloslied und Dithyrambos. Aristoteles über den Ursprung des griechischen Dramas. Heidelberg 1991 (= Abhandlungen der Heidelberger Akademie der Wissenschaften, Philosophisch-Historische Klasse 1991,4) ISBN 3-533-04353-3.
- Ciceros Kritik der Philosophenschulen. München 1999 (= Zetemata 103; zugleich Habilitationsschrift, Ludwig-Maximilians-Universität München), ISBN 3-406-44729-5.
- Latein. Geschichte einer Weltsprache. München 2009, ISBN 978-3-406-56898-5.
  - Französische Übersetzung von Bertrand Vacher: La grande histoire du latin. Paris 2010, ISBN 978-2-271-06962-7. Neuausgabe 2015, ISBN 978-2-271-08694-5.
  - Englische Übersetzung von Kenneth Kronenberg: Latin. Story of a World Language. Cambridge, Massachusetts / London 2013, ISBN 978-0-674-05807-1.

Herausgeberschaft
- Melanchthon und das Lehrbuch des 16. Jahrhunderts. Begleitband zur Ausstellung im Kulturhistorischen Museum Rostock, 25. April bis 13. Juli 1997. Rostock 1997, ISBN 3-86009-118-2.